# Alan Whittle (Fußballspieler)
Alan Whittle (* 10. März 1950 in Liverpool) ist ein ehemaliger englischer Fußballspieler. Als junger Offensivakteur des FC Everton gewann er 1970 die englische Meisterschaft. Anschließend konnte er den hohen Erwartungen jedoch nur selten entsprechen und seine weitere Karrierezeit verbrachte er zumeist entweder im Ausland – dabei war er in der Saison 1977/78 sogar im Iran aktiv – oder in den unteren englischen Spielklassen.

## Sportlicher Werdegang
Der Blondschopf durchlief zur Mitte der 1960er-Jahre die Jugendabteilungen des FC Everton und nach zehn Ligaeinsätzen in den ersten beiden Spielzeiten 1967/68 und 1968/69 feierte er in der Meistersaison 1969/70 seinen sportlichen Durchbruch. In der Rückrunde musste der Offensivspieler, der sowohl auf Mittelfeldpositionen als auch im Angriff eingesetzt werden konnte, häufig den verletzten Jimmy Husband vertreten und tat dies mit elf Toren in 15 Ligapartien sehr überzeugend. In gleich vier Partien schoss er den jeweils entscheidenden 1:0-Siegtreffer und besonders sein erstes Tor gegen West Ham United blieb in Erinnerung, als er den Ball aus der eigenen Hälfte über das gesamte Spielfeld trug und am Ende den gegnerischen Torhüter überwand. Aufgrund seines äußeren Erscheinungsbilds, der technischen Fertigkeiten, seiner Abschlussstärke und der zeitweilig auf dem Feld ein wenig zur Schau getragenen Arroganz wurden schnell Vergleiche zu Denis Law von Manchester United gezogen und der Druck von Seiten der einheimischen Medien verstärkte sich, nachdem Trainer Harry Catterick Whittle als „Evertons größte Entdeckung aller Zeiten“ apostrophiert hatte. Den immensen Erwartungen hielt Whittle in den folgenden Jahren nicht stand. Wenngleich er seine grundsätzlichen Fähigkeiten nicht vollends einbüßte, so ließ er fortan doch die Konstanz vermissen und im Verlauf der folgenden zwei Jahre bis 1972 verlor er seinen Platz in der Mannschaft. Als schließlich der Ligakonkurrent Crystal Palace die nicht unerhebliche Summe von 100.000 Pfund für einen Transfer bot, willigte der FC Everton ein und Whittle zog im Dezember 1972 nach London.
Nicht ganz vier Jahre war Whittle für „Palace“ aktiv und obwohl er bei den Anhängern zu einem Lieblingsspieler avancierte, hatte er auch dort neben Verletzungssorgen mit Formschwankungen zu kämpfen. Dazu kam, dass er mit seinem neuen Klub bis Mitte 1974 von der ersten bis in die dritte Spielklasse durchgereicht wurde. Immer mehr überwarf er sich zudem mit Trainer Malcolm Allison und so suchte er sich im September 1976 mit dem nächsten Londoner Klub FC Orient erfolgreich einen neuen Arbeitgeber. Dies bedeutete für ihn eine Rückkehr in die zweite Liga, in der er fünf Tore zum knappen Klassenerhalt in der Saison 1976/77 beisteuerte. In derselben Spielzeit erreichte er das Finale im Anglo-Scottish Cup, das jedoch deutlich mit 1:5 gegen Nottingham Forest verloren ging.
Zur großen Überraschung wechselte Whittle danach ins Ausland zu Persepolis Teheran. Das Abenteuer dauerte jedoch nur knapp ein Jahr, denn inmitten der Iranischen Revolution kollabierte das Ligasystem und so blieb ihm keine andere Wahl, als das Land zu verlassen. In den folgenden Jahren ließ Whittle seine Karriere erneut beim FC Orient sowie beim Viertligisten AFC Bournemouth, in Australien bei Preston Makedonia und später in der Southern League bei Gravesend & Northfleet ausklingen.

## Titel/Auszeichnungen
- Englische Meisterschaft (1): 1970
- Charity Shield (1): 1970